# Annamaria Procacci
Annamaria Procacci (Roma, 17 settembre 1949) è una politica italiana.

## Biografia
Laureata in lettere, di professione insegnante. Eletta alla Camera dei deputati per la prima volta il 2 luglio 1987, è stata successivamente eletta deputato anche il 15 aprile 1994 e il 9 maggio 1996. Dal 23 aprile 1992 al 15 aprile 1994 è stata eletta al Senato. Ha fatto parte del gruppo dei Verdi, del quale è stata anche vicepresidente, del gruppo Progressisti Federativo e del gruppo misto. 
In Parlamento ha fatto parte della Commissione Cultura, Scienze e Istruzione, della Commissione Finanze, della Commissione Agricoltura e del Comitato parlamentare per i procedimenti di accusa.
Molto attiva sul fronte animalista, è stata, con Carla Rocchi, la firmataria della legge quadro 281/1991 "in materia di animali d'affezione e prevenzione del randagismo”, legge definita "una vera rivoluzione culturale nel rapporto con i randagi".